# Oberlübbe
Oberlübbe este o fostă comună cu ca. 2300 loc. care a fost integrată în anul 1973 la comuna Hille, districtul Minden-Lübbecke, landul Renania de Nord-Westfalia, Germania.

## Date geografice
- suprafața 7,34 km²
- populație 2.312 loc.
- altitudinea de maximă 251,2 m deasupra n.m.

## Personalități marcante
- Joachim Radkau, istoric german